# 維拉湖 (伊利諾伊州)
維拉湖（英語：Lake Villa）是位於美國伊利諾伊州萊克縣的一個村落。

## 地理
維拉湖的座標為42°25′03″N 88°04′56″W / 42.41750°N 88.08222°W，而該地最高點為海拔高度242米（即794英尺）。

## 人口
根據2010年美國人口普查的數據，維拉湖的面積為18.80平方千米，當中陸地面積為16.72平方千米，而水域面積為2.08平方千米。當地共有人口8741人，而人口密度為每平方千米464人。